# 平成大橋 (新潟市)
平成大橋（へいせいおおはし）は、新潟県新潟市の信濃川に架かる国道116号（重用 : 国道289号）の橋長289.8 m（メートル）の桁橋。

## 概要
右岸側の中央区鳥屋野（とやの）と、左岸側の西区山田との間を結ぶ。4車線で、車道両端に自転車歩行者道を備える。
信濃川の河口より道路橋として数えて7番目に位置している。下流側のうち、信濃川の本川側には本川大橋が、同橋梁付近で分岐する関屋分水路側には関屋大橋が、それぞれ架かっている。また上流側には国道8号・新潟バイパスの新潟大橋が架かっている。
- 形式 - 鋼3径間および2径間連続箱桁橋
- 橋格 - 1等橋 (TL-20)
- 橋長 - 289.800 m
  - 支間割 -  ( 49.500 m + 62.700 m + 62.200 m ) + ( 62.200 m + 51.100 m )
- 幅員
  - 総幅員 - 23.800 m
  - 有効幅員 - 2×11.000 m
  - 車道 - 2×7.500 m
  - 歩道 - 両側3.500 m
- 総鋼重 - 2324 t
- 床版 - 鉄筋コンクリート
- 施工 - 川崎重工業・川田工業・佐藤鉄工・トピー工業・巴コーポレーション・春本鐵工所[注釈 1]・日立造船・丸誠重工業
- 架設工法 - 手延べ送出し工法

## 歴史
前身は1957年（昭和32年）11月25日に完成した帝石橋（ていせきばし）。同橋に隣接して信濃川に掛かる帝国石油のガスパイプラインの維持管理を兼ねて産業整備道路として架橋したもので、その後新潟市に寄付され、幹線道路としてその後県道区間に指定された（のちの新潟県道51号新潟黒埼インター笹口線）。当時石油や天然ガスなどエネルギー資源開発の為に帝国石油は新潟市と密接なかかわりがあり、この帝石橋もそれらの開発を推し進めるために架橋されたものだった。
1964年（昭和39年）の新潟地震では昭和大橋が落橋。八千代橋が損傷し、無傷に近かった萬代橋さえも車両の往来が規制され、当時の新潟市街地からはやや離れていた帝石橋はほとんど被害を受けなかったため、信濃川を渡れる唯一の橋として救援物資や救急搬送に大きな役割を果たした。その後も旧黒埼町と新潟市を結ぶ幹線として機能し続けた。
しかし老朽化が著しく進行し、また市内外の交通量増大により、片側1車線の狭隘な橋梁は終日混雑に苛まれた。さらには歩道がないこともネックとなり、市内交通の確保に大きな支障を来たし始めた事から架け替える事となり、新潟県により1993年（平成5年）12月19日に帝石橋の下流側約30 mに新たな橋梁が架橋された。名称は公募で最も得票の多かった「平成大橋」に決定された。
2007年（平成15年）4月1日に新潟市の政令指定都市移行に伴い橋梁管理者が新潟市となるが、2008年（平成16年）4月1日より、国道116号の新潟市中心部の経路が変更されたのに伴い、現在平成大橋は同国道の橋梁となり、管理者も国土交通省北陸地方整備局新潟国道事務所となった。
- 1957年（昭和32年）11月25日 - 帝石橋開通[2]
- 1993年（平成5年）12月19日 - 平成大橋開通[2][7]
- 2008年（平成16年）4月1日 - 国道116号の橋梁となる[6]

## 主な接続道路
- 新潟県道42号新潟黒埼インター線〈旧8号〉（山田・平成大橋西詰交差点）
- 新潟県道1号新潟小須戸三条線〈小須戸線〉（鳥屋野・平成大橋東詰交差点）